# Тіні в місячному світлі
«Тіні в місячному світлі» (англ. Shadows in the Moonlight) — одне з оповідань американського письменника Роберта Говарда про Конана каммерійця, події якого відбуваються в вигаданій автором Хайборійській ері. Вперше опубліковано у квітневому випуску журналу «Weird Tales» за 1934 рік. Первісна назва «Залізні тіні під місяцем» (англ. «Iron Shadows in the Moon»)
Історія була перевидана у збірках «Conan the Barbarian» (Gnome Press, 1954) та «Conan the Freebooter» (Lancer Books, 1968). Також було опубліковано в збірниках The Chronicles of the Conan Volume 1: People of the Black Circle (Gollancz, 2000) та Conan of Cimmeria: Volume One (1932—1933) (Del Rey Books, 2003).

## Сюжет

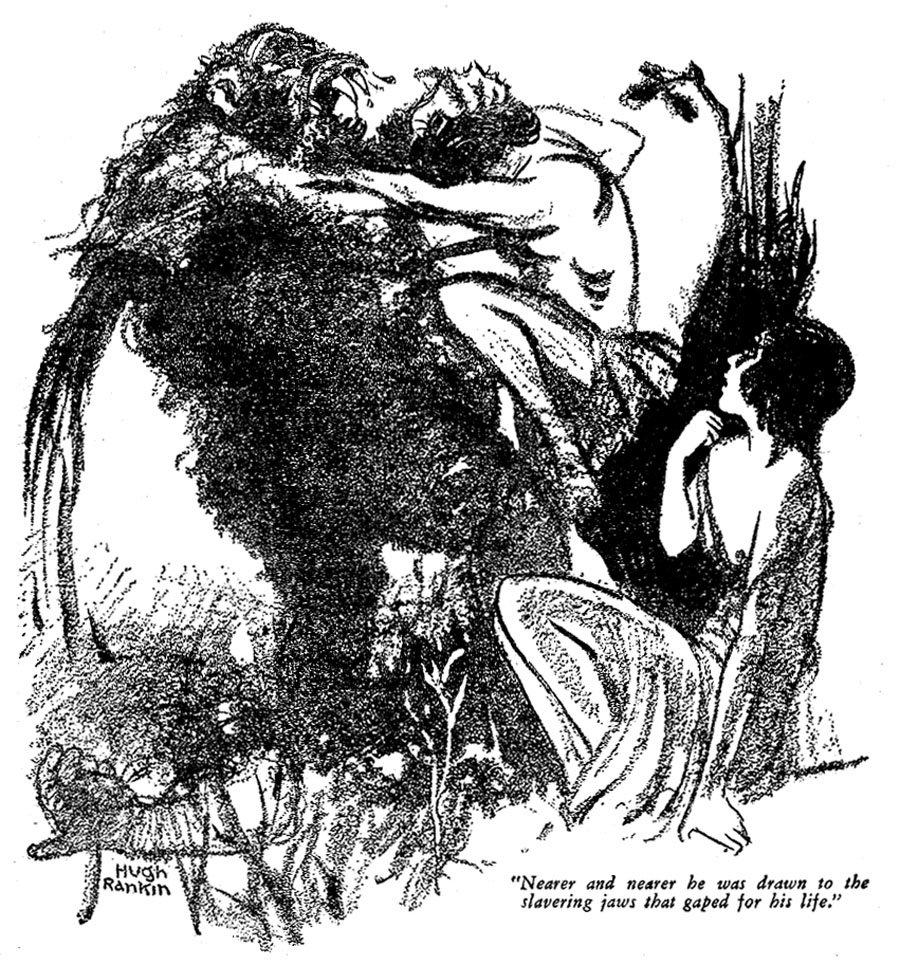
Ілюстрація до оповідання. Битва Конана і сірої мавпи

Історія починається, коли чарівна жінка на ім'я Олівія, що втікає з полону міста Акіфа, переслідується і ховається у болотах, в прибережній місцині внутрішнього моря Вілайет, від Шаха Амурата, гірканського володаря міста. Він наздоганяє Олівію і вимагає, щоб та повернулася з ним до Акіфа, ще все місто святкує перемогу над козаками біля річки Іллбар. Але перш ніж він схоплює її, якась фігура підіймається з очерету. Це виявився єдиний з козаків, який зміг врятуватися. Відбувається сутичка, в якій козак переміг та вбив гірканця.
Козак має бажання відплисти на човні, який він знаходить, але Олівія незважаючи, що боїться його, проситься плисти з ним. Герої знайомляться; вона донька короля Офіра, котру батько продав до рабства не небажання одружуватися на його прохання з принцом Котха, а він Конан з Кімерії, який був серед лав козаків. Герої пливуть на човні поза межі гір канських берегів. Для відпочинку вони зупиняються на острові, яких так багато у морі Вілайет.
На острові вкритому заростями, вони знайшли фрукти які утамували їхній голод. Поки вони відпочивали на галявині звідкілясь прилетів великий камінь. Конан швидко вирушає перевірити, хто міг його кинути, але нікого не знаходить. Камінь був кубічний, що вказувало на його штучне походження. Раптом Конан хапає Олівію за руку і наполягає, щоб вони скоріше покинули цю галявину. Продираючись скрізь ліс вони потрапляють до величезної напівзруйнованої будівлі з зеленого каменю. Навколо будівлі були розкидані, залишки інших вже зруйнованих будівель. Ніякі легенди не говорили, про те, що на одному з островів моря було щось таке. Герої заходять у будівлю і бачать що у величезному залі розташовані залізні пам'ятники, які доволі реалістично відображають людей. Після того, як вони полишили будівлю, вони підіймаються на вершину скали. Розглядаючи море, обоє бачать як корабель підходить до острова. Оскільки невідомо, що це за корабель, вони вирішують переночувати на острові, попри заперечення Олівії, Конан вирішує залишитися на нічліг у будівлі зі статуями.
Олівії в цю ніч снився сон. Вона побачила величезний зал, повний темношкірих воїнів, але вони не були неграми. Ні їхня зовнішність, ні одяг, ні зброя не нагадували нічого, відомого в світі, де жила Олівія. Чорні воїни напирали на чоловіка, прив'язаного до колони. То був білошкірий юнак, золоті кучері якого спадали на чоло, білизною подібного до алебастру. Його краса була не цілком людською. Він був немов бог, висічений з білого мармуру. Чорні воїни знущалися з юнака, поки кинджал в руці чорного не обірвав його крик, і золота голова впала на груди. Немов у відповідь на відчайдушний крик загиблого пролунав грім, як від коліс небесної колісниці, і серед мучителів виникла фігура, яка ніби матеріалізувалася з повітря. Фігура була людською, але жодна смертна людина ніколи не мала настільки нелюдську красу. Між ним і юнаком, який мляво повис на своїх ланцюгах, була безсумнівна подібність. Але людяність, що була у юнака, була відсутня в рисах новоприбулого незнайомця. Незнайомець викрикує наказ і чорні воїни відходять назад, займаючи місця поміж колонами і каменіють. Після цього він бере на руки юнака і вказує рукою на місяць. Статуї, що були людьми, розуміють його.
Коли Олівія просинається, вона в паніці будить Конана і переказує йому свій сон. Обоє вирішують залишити острів, але знаходять лише рештки свого човна. Конан і Олівія вирішують перечекати ніч біля стрімчаків, а потім зробити пліт. Але це переривається тим, що Конан побачив як від корабля відійшов човен і пристав до острова. Судно було гір канське, але воно було захоплене піратами. Конан наказує Олівію сховатися, а сам вирушає до прибулих піратів.
Конан говорить, що він з Вільного Товариства (англ. Free Companions) і хоче приєднатися до піратської спільноти — Червоного Братерства (англ. Red Brotherhood). Але виявляється, що піратський ватажок — це старий ворог Конана, Сергіус із Хроша. Отож між ними починається битва у якій переможцем виходить Конан, він наполягає, що тепер він новий ватажок, але в цю мить йому в голову поцілив пращею один з піратів. Серед піратів починаються чвари, чи вважати Конана (який лежав непритомний) ватажком чи ні, було видно, що серед самих піратів було два претенденти на цей уряд, Іванос та Арат. Якщо Арат вимагає негайно вбити кімерійця, то Іванос наполягає на тому, що Конан їх новий ватажок. Пірати зв'язали Конана, та вирішили поки, що залишитися серед руїн. Уночі Олівія звільняє Конана, вони вирішують піти до лісу, але тут бачать страшну величезну чоловікоподібну мавпу. Відбувається чергова битва, де перемогу одержує Конан, на питання Олівії, що це було, Конан відповідає, що це сіра мавпа.
| | \| «Сіра людино-мавпа, — буркнув Конан. — Людожер. Вони німі. Живуть в пагорбах на східному березі моря. Як ця дісталася до острова, поняття не маю. Може бути, її змило з берега штормом і вона припливла на колоді.» \| Оригінальний текст (англ.) «A gray man-ape», he grunted. «Dumb, and man-eating. They dwell in the hills that border the eastern shore of this sea. How this one got to this island, I can't say. Maybe he floated here on driftwood, blown out from the mainland in a storm.» |
| «Сіра людино-мавпа, — буркнув Конан. — Людожер. Вони німі. Живуть в пагорбах на східному березі моря. Як ця дісталася до острова, поняття не маю. Може бути, її змило з берега штормом і вона припливла на колоді.» | |

Як з'ясувалося, Конан вже давно підозрював, що цей хижак слідкує за ними і ось тепер це підтвердилося. В цей час, зі сторони руїн почали лунати крити та звуки боротьби. Конан і Олівія добираються до човна піратів, куди згодом прибігають і самі пірати. Як виявилося, статуї ожили під місячним світлом і почали вбивати піратів. Пірати прохали взяти їх до човна і покинути проклятий острів з його жахливими привидами, але кімерієць наполягав на вирішенні питань, щодо його головування згідно з правилами Братерства. Один з колишніх помічників Сергіуса, Іванос, підтримує права Конана, наголошуючи, що він їхній новий капітан.
Герої разом з піратами відпливають до корабля, залишаючи острів з його таємницями. Олівія наголошує, що вона буде з Конаном, а кімерієць говорить, що зробить її королевою Синього моря.

## Козаки Хайборійської ери

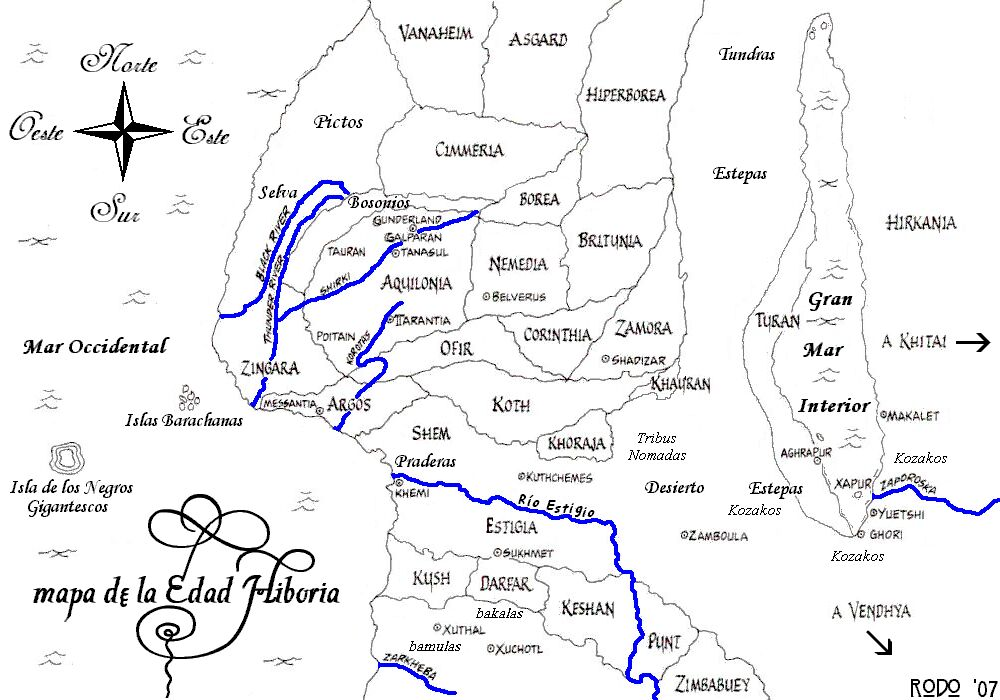
Мапа світу Хайборійської ери. На мапі присутні землі козаків на півдні на заході від моря Вілайет, також Замора, Котх та Туран

Створюючи всесвіт Хайборійської ери (світ Конана) Роберт Говард та його послідовники, неодноразово використовували назви реально існувавших племен, народів, а також назв місцин де відбуваються події. Зокрема Говард вводить у свої оповідання козаків (англ. kozak). Козаки у Говарда кочовики які сформувалися зі злочинців, людей які розорилися, біглих рабів та солдатів-дезертирів. Ці люди які згодом склали своєрідну націю які визнавали лише свої закони і стали доволі вагомою силою яка вже мала змоги загрожувати державам. Козаки мали свою мову, а сама назва «козак» їхньою мовою мала значення (в залежності від перекладу книги): руйнівник, пропаща людина чи нікудишня людина (англ. wastrel). Самі ж козаки мешкали між внутрішнім морем Вілайет та східними кордонами хайборійських держав, а також біля гірканських земель. Опис наданий козакам у Говарда здебільшого подібний до реальних харцизів, етносоціальної групи на території сучасної України (кінець XVI — середина XVIII століття).
В цьому оповіданні вказується про нищівну поразку козаків від гірканців біля річки Іллбар. Вижити вдається майже лише одному Конану.
| | \| «Козак! — отпрянув, вигукнув Шах Амурас. — Я не знав, що комусь з вас, псів, вдалося втекти! Я думав, що всі ви лежите мертвими в степу біля річки Іллбар.» \| Оригінальний текст (англ.) «Kozak!» ejaculated Shah Amurath, recoiling. «I did not know a dog of you escaped! I thought you all lay stiff on the steppe, by Ilbars River.» |
| «Козак! — отпрянув, вигукнув Шах Амурас. — Я не знав, що комусь з вас, псів, вдалося втекти! Я думав, що всі ви лежите мертвими в степу біля річки Іллбар.» | |

Сам Конан описує козацьку вольницю Вільне Товариство (англ. Free Companions), як спільноту яка грабувала кордони. Їх було п'ять тисяч чоловіків, представників десятка різних народів. Вони були найняті бунтівним принцом Котха, але коли той замирився зі своїм сюзереном, вони залишилися без діла і почали грабувати кордони Замори, Котха та Турана.

## Головні герої
- Конан — головний герой серії оповідань Говарда. Варвар кімерієць, колишній козак.;
- Олівія — супутниця Конана. Уроджена принцеса Офіру;
- Шах Амурат — гірканський можновладець. Голова міста Акіфа. Людина, що керувала винищенням козаків на річці Іллбар;
- Сергіус з Хроша — піратський ватажок (капітан) з Червоного Братерства;
- Іванос — пірат, один з помічників (лейтенантів) Сергіуса. Надалі помічник нового капітана Конана. Також у цій ролі з'являється в оповіданні «Дорога орлів».